# Текелий
Текелий (Текели) — дворянский род сербского происхождения, писавшийся первоначально Попович-Текели.
Пётр Текели (1720—1793) был русским генерал-аншефом.
Род Текелиев пресёкся в мужском поколении в 1810 г., а фамильное их имя передано дворянам Куракиным.